# Histoire du Vanuatu

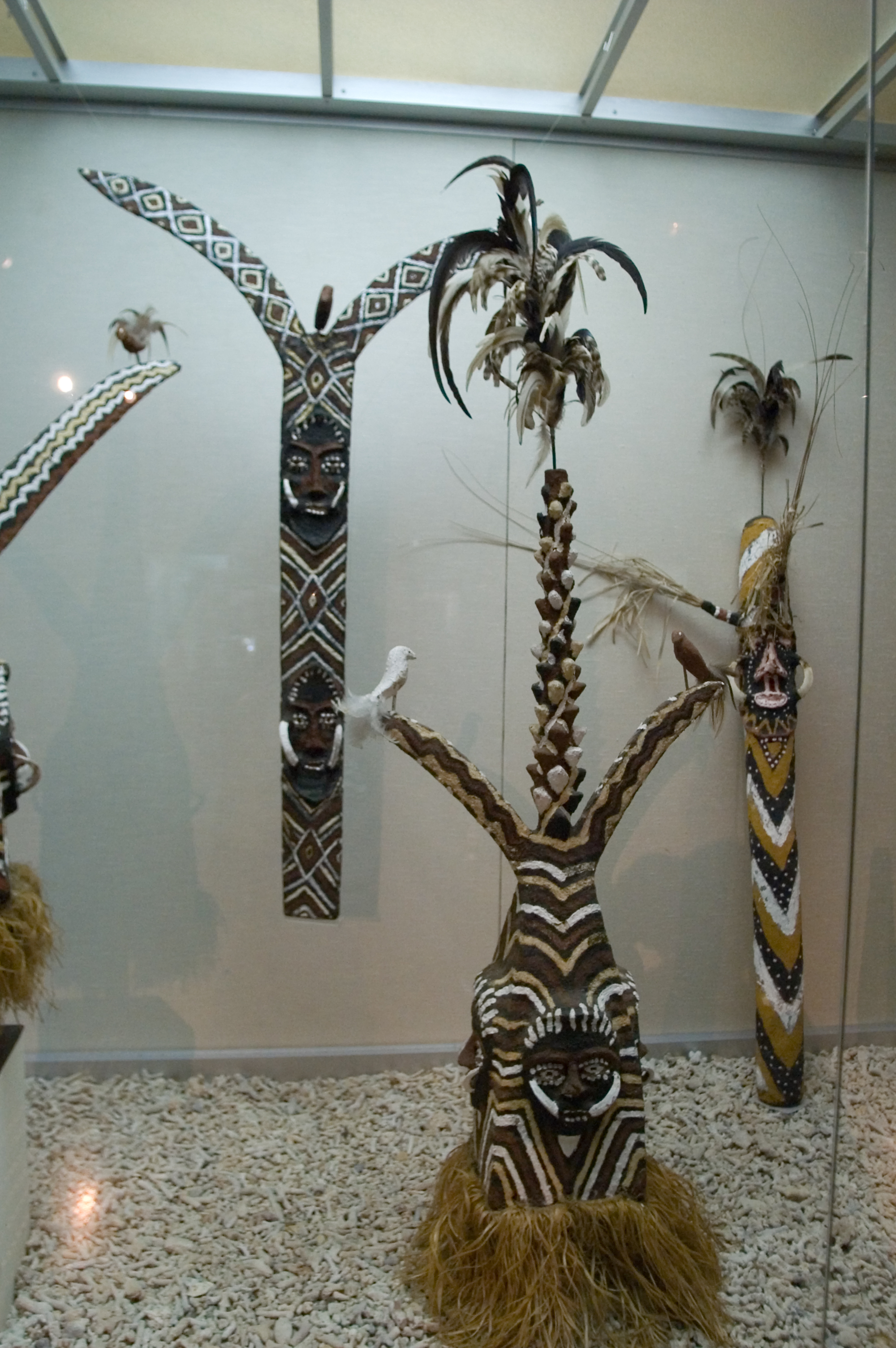
Statues commémoratives de cérémonies de montée en grade, Ambrym.

Cet article relate les faits saillants de l'histoire du Vanuatu, un État d'Océanie situé dans le Sud-Ouest de l'océan Pacifique. 
Nommé « Nouvelles-Hébrides » après James Cook, l'archipel a connu une colonisation lente et désorganisée depuis son exploration par les Européens à la fin du XVIIIe siècle jusqu'à la fin du XIXe siècle. Il fit alors l'objet d'un conflit d'intérêts entre la France et le Royaume-Uni qui décidèrent en 1904 de mettre en place une administration conjointe. C'est ainsi que fut instauré, de 1906 à 1980, le condominium des Nouvelles-Hébrides, faisant de ces îles océaniennes la seule colonie gérée conjointement par deux puissances coloniales.
En 1980, les Nouvelles-Hébrides deviennent indépendantes ; le nouveau nom de « Vanuatu » remplace rapidement la dénomination européenne.

## Avant l'arrivée des Européens
Les débuts de l’histoire du Vanuatu sont mal connus. La théorie la plus répandue, fondée sur les découvertes archéologiques sur place, fait état d’un peuplement de l’archipel par des populations Lapita venues de Papouasie-Nouvelle-Guinée il y a environ quatre à six mille ans. Des fragments de céramique retrouvés à Malo ont été datés à -1300. En juin 2004, des fouilles archéologiques menées à Teouma près de Port-Vila mirent au jour des squelettes de neuf personnes, ainsi que de poulets et de cochons, datés à 1200 ans av. J.-C., ce qui atteste que les premiers habitants avaient amené du bétail avec eux. 
La tradition orale relate qu’entre le XIe et le XVe siècle, des populations polynésiennes, de retour, venues du centre du Pacifique, apportèrent de nouvelles coutumes et techniques de fabrication. 
Au XIIIe siècle, Roymata fut un grand chef influent dans le centre de ce qui est aujourd'hui le Vanuatu, peut-être d'origine polynésienne.

## Arrivée des Européens
Álvaro de Mendaña (1542-1595) serait le premier navigateur occidental à parcourir la zone. L’explorateur portugais Pedro Fernández de Quirós (1565-1614) est le premier européen à débarquer au Vanuatu, sur l’île d’Espiritu Santo, le 1er mai 1606. Ces découvertes, au service de la monarchie espagnole et de la papauté, sont les dernières de l'hégémonie espagnole dans le Pacifique. Elles sont tenues secrètes pendant plus d'un siècle.

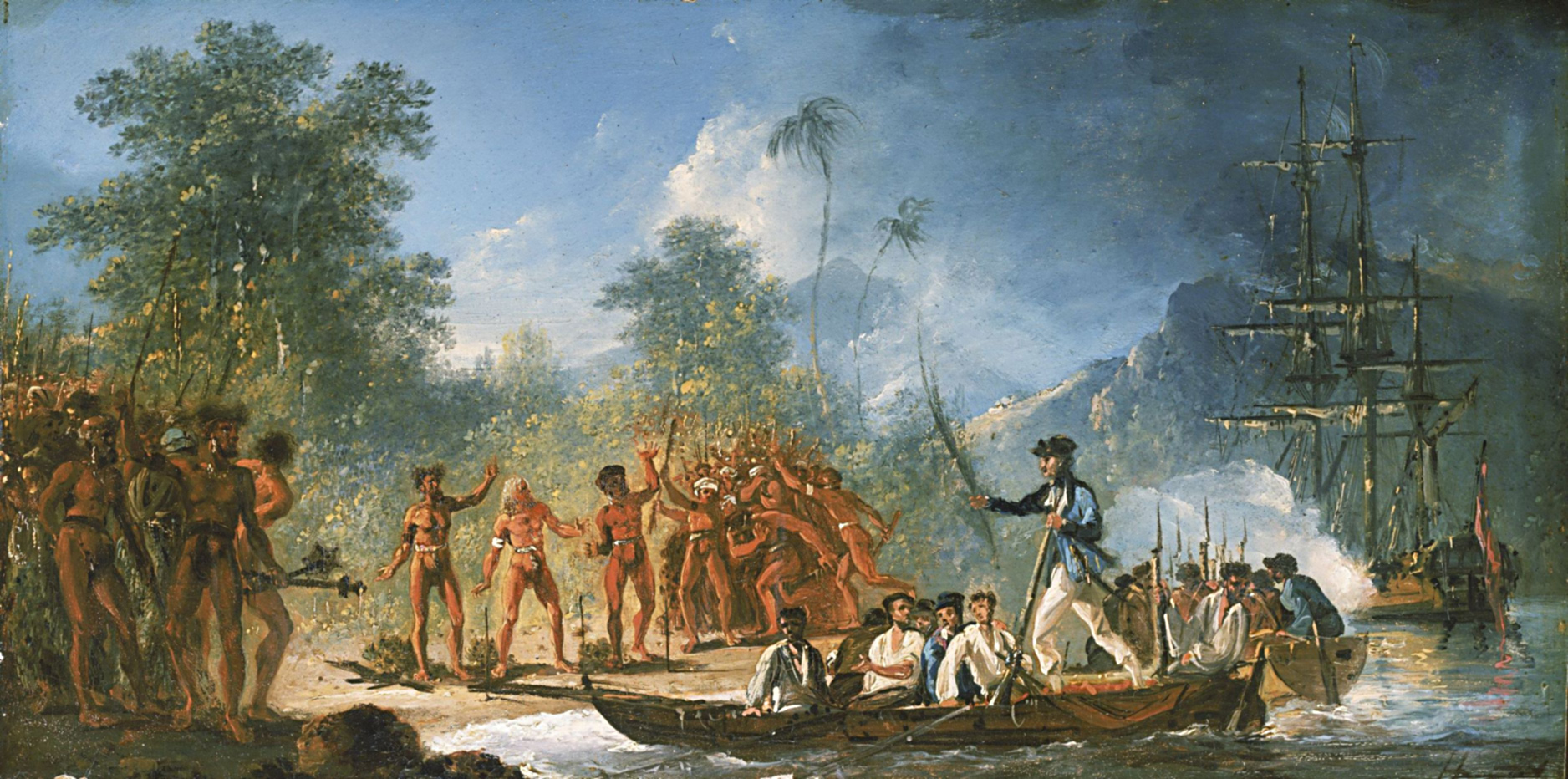
L'arrivée de James Cook sur l'île de Tanna, en 1774.

Le deuxième contact européen avec le Vanuatu a lieu en 1768, lorsque Louis Antoine de Bougainville redécouvre l’archipel en la baptisant "les Grandes Cyclades". En 1774, James Cook l'explore et lui donne le nom de Nouvelles-Hébrides, que l'archipel conserve jusqu’à son indépendance en 1980. Les îles Banks, au nord de l'archipel sont visitées 1789 par l'Anglais Bligh.

### Commerce du santal et premières installations (1825-1863)

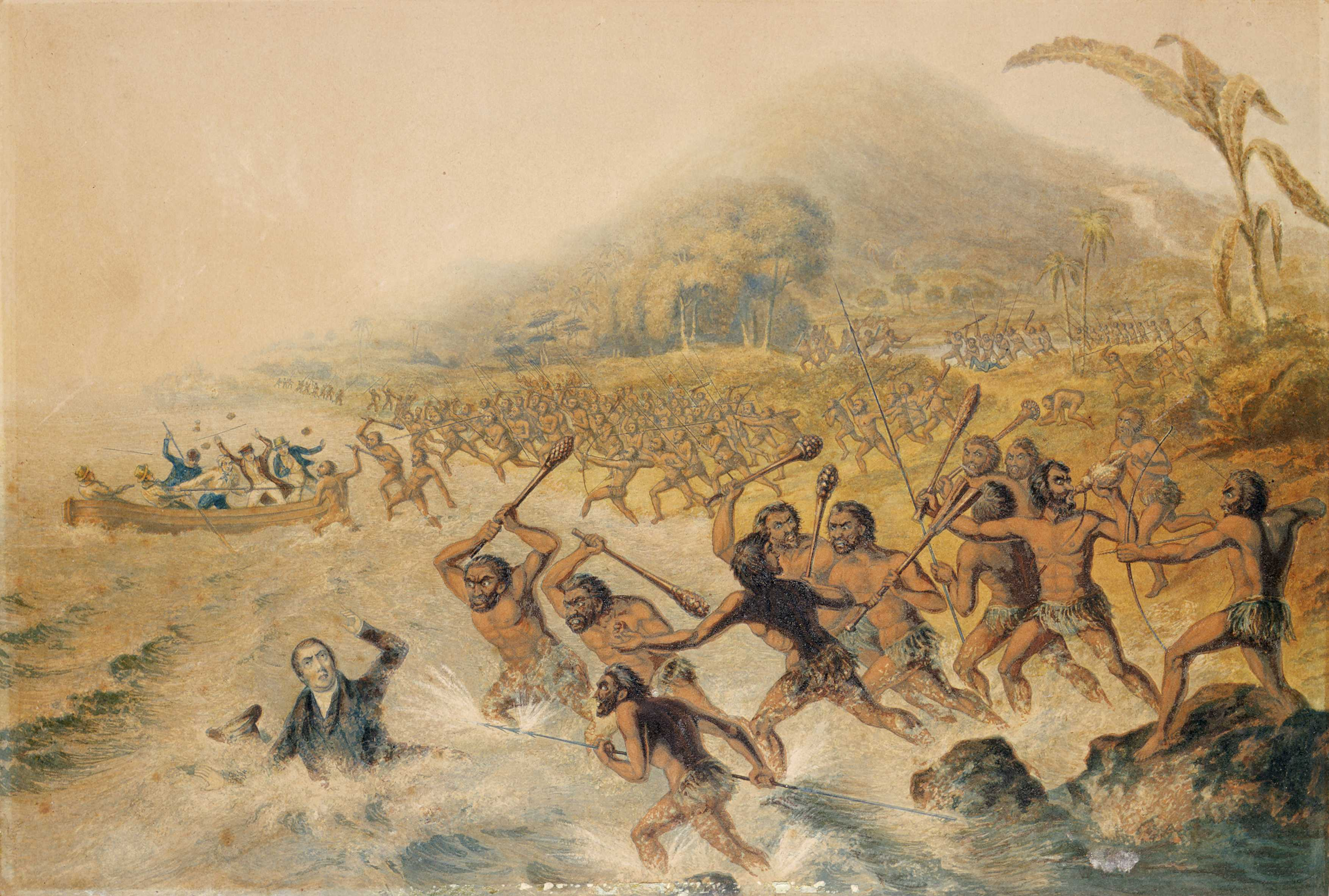
Massacre du missionnaire Rev. J. Williams et de ses compagnons, sur l'île d'Erromango, vers 1840 : ils finiront mangés.

La découverte de bois de santal en 1825 par l’explorateur et commerçant écossais Peter Dillon sur l’île d’Erromango provoque une véritable ruée, la Chine étant très demandeuse de cet ingrédient entrant dans la composition de l’encens. La commercialisation des holothuries se développe. Le commerce avec les indigènes se développe rapidement, particulièrement à Anatom, mais ne permet pas dans un premier temps l'installation des Européens qui rencontrent l'hostilité des locaux. 
En 1848, des missionnaires protestants s'installent à Anatom. Des missions presbytériennes s'installent ensuite à Tanna en 1858. Dans le même temps, la mission mélanésienne de l'Église anglicane s'installe dans les îles Banks, au Nord. Lorsque les quantités disponibles commencent à diminuer, les habitants se mettent à réclamer des armes, des munitions et du tabac. Le commerce cesse en 1868 avec la disparition des derniers plants.

### L'exploitation de la main d'œuvre indigène (1863-années 1870)

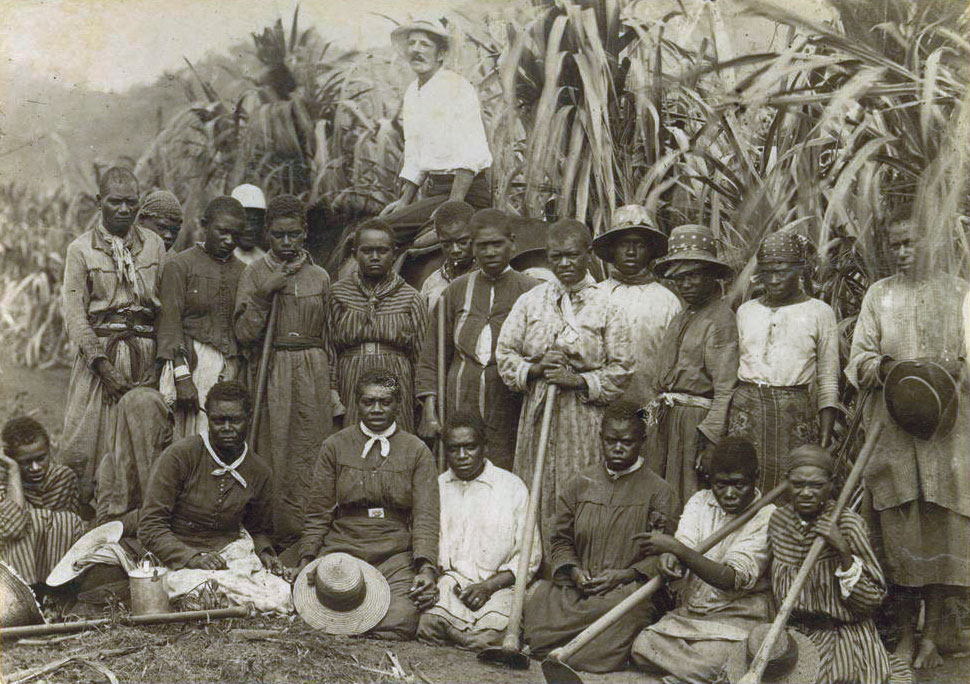
Groupe de Mélanésiens dans une exploitation de canne à sucre du Queensland, en Australie.

Dès le début des années 1840, des recruteurs du Queensland et des Fidji approchent l'archipel. À partir de 1863, le développement économique du Queensland sur un modèle axé sur la production de matières premières et les grandes plantations pousse à l'intensification du recrutement (« blackbirding »). Au plus fort de cette période, plus de la moitié des hommes adultes de l’archipel sont employés à l’étranger. En principe volontaire, le recrutement fait l'objet de nombreux abus, réprimés au début des années 1870 par la Grande-Bretagne, qui y met fin. 
Durant cette période, l'absence d'organisation étatique pré-coloniale, la grande diversité des populations indigènes (plus de 110 ethnies parlant des langues sans inter-compréhension cohabitent sur 12 000 km2) et la mauvaise connaissance des archipels recouverts de forêts ont pour résultat l'absence de prise de contrôle des îles par un État européen.

### Colonisation et première querelle pour la domination (1872-1887)
Au mois de septembre 1853, le contre-amiral Febvrier-Despointes dresse l'acte de prise de possession par la France de la Nouvelle-Calédonie et de ses « dépendances », ce document n'indique pas de manière précise quelles sont ces « dépendances », d'où une confusion qui  laisse penser que l'archipel des Nouvelles-Hébrides en fait partie. L'occupation effective par la France des îles Loyauté en 1864 n'apporte pas de clarification. Il n'y a encore aucun colon et le commerce reste négligeable. 
À partir de 1875 et en 1876, les résidents européens de l'archipel demandent au gouverneur de Nouvelle-Calédonie de « les prendre sous la protection du pavillon français » afin de leur faciliter l'exploitation commerciale du territoire. Le gouvernement français n'en tient alors aucun compte.
En janvier et février 1878, le gouvernement français envisage de déverser le trop-plein de population pénale de la Nouvelle-Calédonie aux Nouvelles-Hébrides. C'est la raison d'une intervention des colons australiens, très présents dans les missions presbytériennes de l'archipel depuis 1872, en sollicitant l'annexion par le Royaume-Uni.. Pour s'y opposer le gouvernement français doit déclarer qu'il ne « porterait pas atteinte à l'indépendance des Nouvelles-Hébrides » et demander si « de son côté, le gouvernement de Sa Majesté était également disposé à la respecter ». C'était renoncer explicitement aux droits de la France aux Nouvelles-Hébrides.
Dans le même temps, des colons s'installent sur les terres très fertiles de l'archipel, sur les îles les plus connues, comme Vaté, pour cultiver le coton, puis le café, le cacao, le maïs. Il s’agit au début principalement de sujets britanniques établis en Australie, mais des Français venus de Nouvelle-Calédonie, les rejoignent rapidement, attirés par la fertilité et la proximité des Nouvelles-Hébrides. Les premiers temps sont difficiles : liaisons maritimes rares, terrains à défricher, absence de soutien officiel, etc. Cependant, en 1878, à la suite de l'inquiétude française, les Anglais promettent d'une manière informelle de ne pas établir leur souveraineté sur l'île.
John Higginson, homme d'affaires d'origine irlandaise naturalisé français en 1876, fondateur de la Société du nickel en Nouvelle-Calédonie, s'intéresse à partir de cet accord aux Nouvelles-Hébrides, qu'il voit comme la nécessaire expansion de la colonie française, à la fois stratégiquement et économiquement. Il fonde en 1882 la Compagnie calédonienne des Nouvelles-Hébrides (CCNH), qui, en achetant un grand nombre de terres, parfois de manière floue, et en incitant l'installation de colons via des avantages financiers, permet de donner l'avantage numérique aux Français, alors que les missionnaires anglais s'installent sur un nombre de plus en plus grand d'îles et que les maristes commencent à réussir à créer quelques missions. Durant les premières années de la Compagnie, des centres de colonisation sont construits (dont Port-Vila), des routes sommaires construites (dont une reliant Port-Vila à Port Havannah), des comptoirs et liaisons maritimes mises en place.
Protestant contre l'expansion française, présentée comme brutale et amorale, les presbytériens organisent à partir de 1883 des campagnes récurrentes en Australie, qui permettent aux différentes colonies de s'unir. Après avoir refusé l'échange de l'archipel contre Rapa en 1885, la France échoue à établir sa souveraineté à la suite du refus des colonies britanniques d'Australie et de Nouvelle-Zélande. L'absence de toute organisation étatique alors que la colonisation se développe pousse à la multiplication des troubles entre indigènes et colons en 1885-1886 : les 2 et 4 juin 1886, des navires militaires français débarquent pour rétablir l'ordre, mais les protestations des missionnaires protestants poussent le Royaume-Uni à demander de nouvelles négociations.
Le 24 octobre 1887, un accord instituant une commission navale militaire mixte franco-britannique est signé. Cette commission a pour mission d'assurer la sécurité des colons et missionnaires en patrouillant depuis les côtes, mais n'apporte aucune modification ni au statut international de l'archipel (qui devient une chasse gardée officieuse des deux États) ni aux problèmes fonciers et inter-colons.
Le blackbirding, l'introduction de nouveaux virus, l'expansion des épidémies qui en découle, mènent à une catastrophe démographique mélanésienne, à une dépopulation, comme dans d'autres zones mélanésiennes.
La christianisation accompagne la colonisation : presbytérienne (London Missionary Society (LMS), 1839), anglicane (1848, George Augustus Selwyn, Coleridge Patteson, Robert Henry Codrington), catholique (1885, Pères maristes), adventiste (1917), etc.

### La commission navale mixte (1887-1906)

Drapeau de la commission navale mixte (1887-1906) et de Franceville (1889-1890)

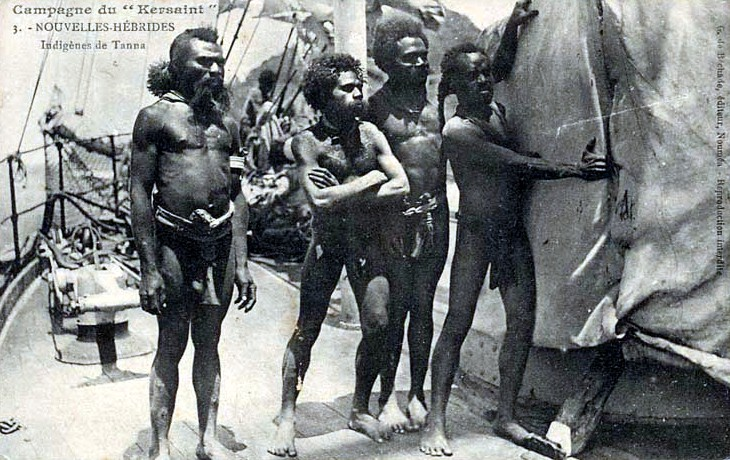
Habitants de Tanna dans les premières années du XXe siècle.

Une commission navale mixte était créée « pour maintenir l'ordre et la sécurité dans l'archipel, tout en respectant son indépendance ». Assez inefficace cet organe international instituait un condominium flou, chaque pays protégeant ses ressortissants. 
Son instauration était surtout destinée à écarter l'Allemagne, dont l'expansion coloniale en Mélanésie (Nouvelle-Guinée, îles Salomon et Marshall) inquiétait tant la France que l'Angleterre. 
La lutte d'influence entre les éléments français et anglo-australiens se poursuivit avec plus d'âpreté qu'auparavant. La commission mixte joue alors un rôle d'arbitre entre les deux communautés, livrées à elles-mêmes.  
Le 15 mars 1893 l'Angleterre accorde à ses ressortissants un système de protection (Pacific order in council). Les colons français profitent aussi de la protection britannique. Ce n'est qu'en juillet 1900 que le gouvernement français accorde à ses colons aux Nouvelles-Hébrides les mêmes garanties de protections que l'Angleterre. Un ensemble de mesures administratives, judiciaires et douanières complètent ce dispositif qui évoluera jusqu'à donner naissance au Condominium de 1906.
Exemple de l'isolement des Français aux Nouvelle-Hébrides jusqu'en 1900, la commune de Franceville, sur l'île Vaté, se déclare indépendante pendant quelques mois de 1889, sous l'administration du maire/président Ferdinand Chevillard. Elle adopte un drapeau national,,,,,.

## La colonie franco-anglaise (1907-1980)

Armes du Condominium franco-anglais des Nouvelles-Hébrides.

### Les premiers temps du condominium franco-britannique (1907-1940)
La lutte d’influence entre la France et la Grande-Bretagne aboutit à la création d’un condominium franco-britannique, le condominium des Nouvelles-Hébrides, en 1906. Les Vanuatais n’ont pas la possibilité d’acquérir la citoyenneté de l’une ou l’autre puissance. 
Les exploitations coloniales font appel à une main d'œuvre asiatique (tonkinoise surtout), pourtant quatre à cinq fois plus chère que la main d'œuvre locale réticente, dès 1920, pour la culture de rente : maïs, coton, café, cacao, coco... Mais les Mélanésiens font assez rapidement une entrée massive dans la production économique (coco, coprah...).

### La Seconde Guerre mondiale (1940-1945)
Durant la guerre, l'administration française du Condominium des Nouvelles-Hébrides est le premier territoire à se rallier à la France libre le 22 juillet 1940. Le territoire sert de base aux forces alliées dans le cadre de la Guerre du Pacifique, responsable d'un véritable « électrochoc culturel américain » (Atlas:239) : 100 000 militaires américains, noirs et blancs, sont présents en permanence, à partir de 1942.

### Le condominium après la guerre (1946-1970)
L’arrivée de soldats américains au cours de la Seconde Guerre mondiale contribua à alimenter les sentiments nationalistes des locaux. Le culte du cargo et de John Frum se développèrent, promettant l’indépendance prochaine des Mélanésiens. En plus d’une figure messianique, John Frum est actuellement un parti politique représenté au parlement.

## L'émergence du nationalisme et la décolonisation (1971-1980)
Déjà en 1964, le jeune prêtre Gérard Leymang évoque l'indépendance dans un prêche à Port-Vila.
Le premier mouvement réellement indépendantiste naît à Santo à la fin des années 1960 : c'est le Nagriamel emmené par Jimmy Stevens, qui envoie une pétition à l'ONU en faveur de l'indépendance. 
L'autre « premier » parti politique vanuatu est fondé en 1971 par le pasteur anglican Walter Lini. D’abord nommé Parti national des Nouvelles-Hébrides, il prend le nom de Vanua'aku Pati en 1974. 
Dès lors, deux tendances s'affrontent : d'un côté le Nagriamel, mouvement rural, décentralisé, fondé sur la coutume, basé à Santo, composé en bonne partie de francophones de culture catholique ; et de l'autre, le Vanua'aku, mouvement plus citadin, fondé sur la religion, basé à Éfaté, composé essentiellement de protestants anglophones. Le premier est vite soutenu par la France, et le second par le Royaume-Uni et l'Australie. 
L’administration du condominium promet d’organiser des élections en novembre 1979. Le Vanua’aku les remporte, Walter Lini prend la tête du gouvernement et l’indépendance est fixée au mois de juillet 1980.
En novembre 1979 les francophones d'Espiritu Santo et l'île de Tanna, qui ne soutiennent pas le Vanua’aku, font alors sécession. 
Jimmy Stevens obtient le soutien de factions françaises soucieuses d'empêcher toute contagion indépendantiste en Nouvelle-Calédonie, et de l'organisation libertarienne Phoenix Foundation (en), déjà connue pour la tentative de République de Minerva sur les Récifs de Minerva (Tonga) en 1972, puis aux Îles Abacos (Bahamas) en 1973, et qui aurait fourni à son mouvement l'équivalent de 250 000 dollars américains, selon l'Instituto del Tercer Mundo (ITeM, ou the Third World Institute), contre diverses concessions,.
La Grande-Bretagne envisage d’y envoyer l’armée mais la France l’en dissuade. En mai 1980, une insurrection sur Tanna divise l’île entre les partisans du gouvernement et ceux de la France (appelés « Modérés »). Le 28 mai 1980 sur Espiritu Santo, les sécessionnistes du mouvement Nagriamel  prennent Luganville et y déploient le drapeau de la République indépendante de Vemarana, une Nation de la coutume. Jimmy Stevens (1922-1994) devient Premier ministre et forme un gouvernement à Luganville, le 5 juin 1980. Le gouvernement de Lini ordonne un blocus de l’île et fait occuper Tanna le 2 juin 1980.

Le commissaire-résident français, Jean-Jacques Robert, rencontre Jimmy Stevens pour tenter d'obtenir son acceptation de la future souveraineté vanuataise ; sans succès,. 
En août 1980, lendemain de l'indépendance du Vanuatu, Lini obtient l’aide militaire de la Papouasie-Nouvelle-Guinée (Kumul Force de la Force de Défense de Papouasie-Nouvelle-Guinée) qui reprend le contrôle d'Espiritu Santo. La sécession de l'éphémère république indépendante du Vemarana est réprimée, et 2 274 personnes arrêtées, dont Stevens, condamné à 15 ans de prison, libéré seulement le 19 août 1991.
La quasi-totalité des 2 000 Français de Santo sont expulsés.

## Le Vanuatu indépendant (depuis 1980)
Dans les années 1980, les relations entre la France qui avait soutenu l'indépendance des îles du nord et la nouvelle République du Vanuatu sont très tendues. Après la découverte dans les corbeilles à papier de l'ambassade de France de documents prouvant le soutien apporté au Vémarana, le 2 février 1981, l'ambassadeur de France est expulsé. Les relations diplomatiques ne furent rétablies qu'au mois d'octobre 1981. 
Le 10 mars 1983, le Vanuatu déclare prendre possession des îles inhabitées Matthew et Hunter, dépendances de la Nouvelle-Calédonie française. L'Ambassadeur est de nouveau rappelé à Paris. 
Par la suite, le thème de l'ingérence de la France dans les affaires du Vanuatu est encore souvent invoqué et le 1er octobre 1987 l'Ambassadeur Henri Crépin-Leblond est expulsé.
À partir de 1980, les terres aliénées lors de la colonisation ont été rendues à leurs propriétaires coutumiers, à l'exception de celles mises à la disposition du gouvernement, dans l'intérêt public, essentiellement pour la construction d'infrastructures, contre compensation. La terre est depuis toujours propriété inaliénable de la collectivité, qui peut, sur contrat, déléguer le droit d'usage, mais avec droit de regard et droit d'usage. Après 1945, les mouvements indépendantistes se sont constitués sur la contestation des terres aliénées.
La décennie 1990 fut le cadre de plusieurs épisodes de crise. Un scandale éclata en 1998 lorsque l'on découvrit que des membres du gouvernement avaient détourné des fonds du Vanuatu National Provident Fund. Les émeutes et l’état d’urgence proclamé pour deux semaines aboutirent à plus de 500 arrestations. La même année, le président Jean Mari Leye fut enlevé par la police qui réclamait depuis longtemps des augmentations salariales. La plupart des fonctionnaires de la police furent licenciés mais remportèrent le procès qu’ils intentèrent par la suite.